# Socialdemokratiska Partiet
Socialdemokratiska Partiet (de Sociaal-Democratische Partij) var ett nederländskt politiskt parti bildat 1909 av David Wijnkoop, Willem van Ravesteyn, Jan Cornelis Ceton, Herman Gorter och andra avhoppare från Socialdemokratiska arbetare-partiet.
Partiets tidning hette De Tribune. 
I parlamentsvalet 1918 erövrade partiet två mandat i det nederländska parlamentet.
Wijnkoop blev gruppledare för en revolutionär parlamentsgrupp, som förutom SDP även bestod av Kristna Socialistförbundet och Socialistiska Partiet, med ett mandat vardera.
I november samma år bytte SDP namn till Hollands kommunistiska parti och året därpå anslöts partiet till Komintern.